# Athribis (Dolny Egipt)

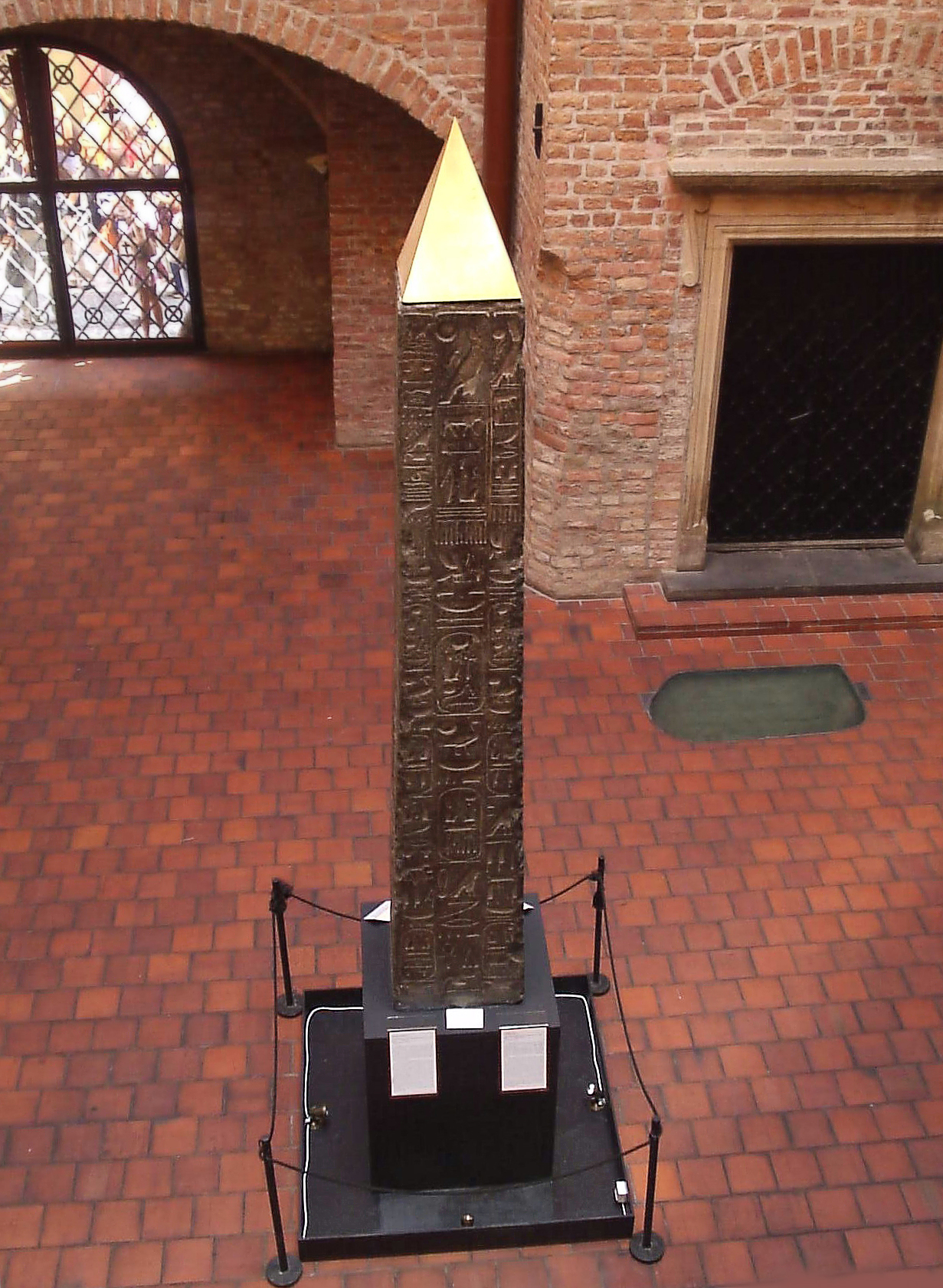
Obelisk Ramzesa II z Athribis, Muzeum Archeologiczne w Poznaniu

Athribis (egip. Hut – Herib, Hut-Heri-Ib – Środkowa Świątynia) – miasto w starożytnym Egipcie w Delcie Nilu, obecnie Tell Atrib, dzielnica współczesnego miasta Benha, 40 km na północ od Kairu. 
Ważny ośrodek polityczny, administracyjny, produkcyjny i religijny państwa egipskiego epoki ptolemejskiej, duże znaczenie gospodarcze także utrzymał w okresie rzymskim. Stolica X nomu Dolnego Egiptu. Ośrodek kultu Horusa, lokalnego bóstwa – krokodyla Chenti-cheti i czarnego byka Kemura, w okresie ptolemejskim także Dionizosa utożsamianego ze staroegipskim Ozyrysem.
Początki miasta sięgają okresu Starego Państwa. Zyskało ono jednak na większym znaczeniu w Nowym Państwie, a w okresie XXVI dynastii było jednym z największych w Egipcie. Na nekropoli odnaleziono m.in.grobowiec Tahut, żony Psametycha II. Pod koniec IV w. p.n.e. osiedlili się tu m.in. żołnierze z armii Aleksandra Wielkiego. Tutejsza wielonarodowa społeczność stworzyła kulturę, złożoną z greckich, egipskich i orientalnych (perskich) elementów. W okresie rzymskim jedna z najwspanialszych metropolii Egiptu. Od 325 siedziba biskupa. We wczesnym średniowieczu znajdował się tam klasztor lub kościół pod wezwaniem Najświętszej Marii Panny, słynący cudami.

## Polskie badania archeologiczne
W 1957 roku koncesję na badania w Tell Atrib otrzymał prof. Kazimierz Michałowski, który pełnił wówczas funkcję zastępcy dyrektora Muzeum Narodowego w Warszawie. Pierwsze dwa sezony odbyły się pod auspicjami Muzeum, a od 1959 roku badania prowadzono w ramach działalności nowo powstałej Stacji Archeologii Śródziemnomorskiej w Kairze (obecnie Centrum Archeologii Śródziemnomorskiej Uniwersytetu Warszawskiego). Ekspedycja pracowała kolejno na dwóch komach: na tzw. Komie A oraz na tzw. Komie Sidi Youssuf. Prace na Komie A, który położony jest w centrum dzielnicy zwanej Nową Benha trwały do 1969 roku. Odkryto tu pozostałości dwóch świątyń z Okresu Późnego: Ahmose II z XXVI Dynastii oraz Taharki z XXV Dynastii, wraz z depozytami fundacyjnymi. Ponadto piece do wypalania wapna z czasów rzymskich, fragmenty murów z cegły, liczne zabytki z Epoki Późnej (ok. 730–330 p.n.e.), między innymi wapienną stelę grobową kobiety o imieniu Anch-ren. Z okresu julijsko-klaudyjskiego pochodzi duży kompleks łaźni rzymskich przebudowywany za czasów Trajana i Hadriana, a w nim malowidła ścienne, mozaiki, ceramika, terakoty, monety. W latach 1969–1985 prowadzono prace na Komie Sidi Youssuf, którego nazwa pochodzi od znajdującego się tu grobowca Sidi Youssufa. W latach 1985–1995 badania kontynuował tu profesor Karol Myśliwiec (IKŚiO PAN) w ramach polsko-egipskiej archeologicznej ekspedycji ratunkowej, której zadaniem była penetracja terenu zajmowanego przez rozbudowujące się miasto Benha. Ostatnimi dwoma sezonami prac, w latach 1998–1999, kierowała prof. Hanna Szymańska. Osadnictwo wokół Komu Sidi Youssuf zostało zaświadczone w kilku warstwach obejmujących okresy: wczesno-ptolemejski (koniec IV–III wieku n.e.), średnio-ptolemejski – obejmujący rządy Ptolemeuszy V i VI (205–145 r.), późno-ptolemejski przechodzący we wczesnorzymski (I wiek p.n.e.–I wiek n.e.), rzymski (I–III wiek) oraz późnorzymski i bizantyński (IV–VII wiek). Odkryto między innymi jeden z najstarszych kościołów w Egipcie, zbudowany częściowo z fragmentów wcześniejszych budowli rzymskich, m.in. kolumn. Polscy archeolodzy odsłonili także wielką dzielnicę rzemieślników i artystów, której najciekawszym punktem okazała się łaźnia publiczna i jej zachowana zawartość. Znaleziono gliniane, kamienne i fajansowe figurki erotyczne: posążki mężczyzn z ogromnym fallusem i kobiet z odsłoniętym łonem. Odkopano też stele, czyli zdobione tabliczki z wizerunkami nagich kobiet, symbolizujących egipską boginię płodności Izydę, identyfikowaną z grecką Afrodytą. Łaźnia była miejscem spotkań stowarzyszenia dionizyjskiego, którego członkowie w ramach oddawania czci bogu odprawiali rozmaite rytuały, w tym uprawianie miłości czy też zanurzanie się w basenach z magiczną wodą oraz odprawianie modłów przy figurkach bogów, które miały mieć nadprzyrodzoną moc i dawać zdrowie i płodność.
Całość miasta miało zachowany, pierwotny układ warstw archeologicznych z czasów Ptolomeusza VI. Miasto utraciło swą świetność ok. VIII w n.e. 
W Muzeum Archeologicznym w Poznaniu znajduje się obelisk Ramzesa II pochodzący z Athribis.